# Cyanolyca viridicyanus
Gaio-de-colar-branco ou gaio-andino (Cyanolyca viridicyanus) é uma espécie de ave da família Corvidae.
Pode ser encontrada nos seguintes países: Bolívia e Peru.
Os seus habitats naturais são: regiões subtropicais ou tropicais húmidas de alta altitude e florestas secundárias altamente degradadas.